# Toyota Vellfire
Le Toyota Vellfire est un monospace huit places fabriqué par le constructeur japonais Toyota principalement étudié pour le marché japonais et directement dérivé du Toyota Alphard. 

## Première génération (2008 - 2015)
Le Vellfire est sorti au Japon en 2008.
Il est techniquement totalement identique à l'Alphard. Extérieurement, il s'en distingue simplement par ses doubles rangées de phares, que ce soit à l'avant ou à l'arrière.
La famille de moteurs est partagée et le prix d'appel, au Japon, est le même, avec une gamme qui débute à 3 000 000 ¥.
Alors que l'Alphard première génération était une star du marché japonais, le Vellfire lui a volé le rôle de vedette puisque ses ventes sont presque deux fois plus élevées.